# 原後雄太
原後 雄太（はらご ゆうた、1958年3月9日 - 2005年7月28日）は、日本の環境運動家、明治学院大学経済学部助教授。
マレーシアのサラワク州やブラジルのアマゾン熱帯雨林地域における森林破壊に反対する運動などに関わり、南米を中心に第三世界における社会開発事業などに従事した。

## 経歴
東京都生まれ。父親は弁護士の原後山治。
東京大学法学部卒業。JPモルガン資金部に為替トレーダーとして勤務。
1987年、サラワクで森林伐採現場への道路を先住民の封鎖している現場に遭遇、この様子を撮影したビデオ映像がテレビなどで紹介された。
その後、世界自然保護基金 (WWF)、フォード財団に勤務。ブラジル人の妻と結婚し、新婚生活をアマゾン地域で送った。日本に帰国後、1994年3月に日本・ブラジルネットワーク (JBN) を設立し、代表となった。
1999年、NPO法人バイオマス産業社会ネットワークの発起人に名を連ね、共同代表のひとりとなり、2004年のNPO法人化後は副理事長を務めていた。
2002年、明治学院大学経済学部助教授。
2005年、「Forest management reexamined : management capital, management commodities and development of a resource management model（森林管理を再考する : マネジメントキャピタル(管理資本)、マネジメントコモディティ(管理商品)、および資源管理モデル(RMM)の構築について）」で、東京大学より博士（農学）を取得。
2005年にトルコのイスタンブールで転落事故により客死。

## おもな著書

### 単著
- 熱帯林の冒険 : サラワクの先住民を訪ねて、洋泉社 1989
- アマゾンには森がない、実業之日本社 1997

### 共著
- 泊みゆき、原後雄太 共著：アマゾンの畑で採れるメルセデス・ベンツ : 「環境ビジネス+社会開発」最前線、築地書館 1997
- 原後雄太、泊みゆき 共著：バイオマス産業社会 : 「生物資源(バイオマス)」利用の基礎知識、築地書館 2002

### 共訳書
- イブリン・ホン 著、北井一、原後雄太 共訳：サラワクの先住民 : 消えゆく森に生きる、法政大学出版局 1989